# Янковский, Николай Иванович
Янковский Николай Иванович (1866—1916) — российский кораблестроитель, строитель броненосных кораблей Российского императорского флота, помощник начальника кораблестроительного отделения Главного управления кораблестроения, инспектор заводов Морского ведомства, генерал-лейтенант Корпуса корабельных инженеров.

## Биография
Родился 6 апреля 1866 года в Санкт-Петербургской губернии в семье подполковника флота Ивана Фёдоровича Янковского.
В службе с 1882 года. Окончил кораблестроительное отделение Техническое училище Морского ведомства в Кронштадте и произведён в чин кондуктора Корпуса корабельных инженеров. Проходил службу на судостроительных заводах Морского ведомства.
В 1886—1889 годах участвовал в постройке в Санкт-Петербурге броненосца «Император Николай I» (строитель П. А. Титов, наблюдающий за постройкой  Н. Е. Кутейников), в Севастополе — в строительстве минного крейсера «Капитан Сакен» (главный строитель — капитан Роберт Юльевич Тирнштейн). С 1890 года, после окончания кораблестроительного отделения Николаевской морской академии, принимал участие в строительстве броненосца «Сисой Великий» (строитель Мустафин А. И.). В 1892 году Янковский, вместе с корабельным инженером И. Е. Леонтьевым, был назначен строителем головного броненосца «Полтава» в Санкт-Петербурге. Корабль был заложен 15 (27) февраля 1892 года в новом эллинге Нового Адмиралтейства, построен и спущен на воду 25 октября (6 ноября) 1894 года.
В 1897 году в Николаевском адмиралтействе, после откомандирования строителя эскадренного броненосца «Ростислав» М. К. Яковлева в Санкт-Петербург, Янковский продолжил строительство корабля на завершающем этапе. 20 августа (1 сентября) 1896 года броненосец «Ростислав» был спущен на воду, Янковский участвовал в его ходовых испытаниях, в 1900 году корабль вступил в эксплуатацию.

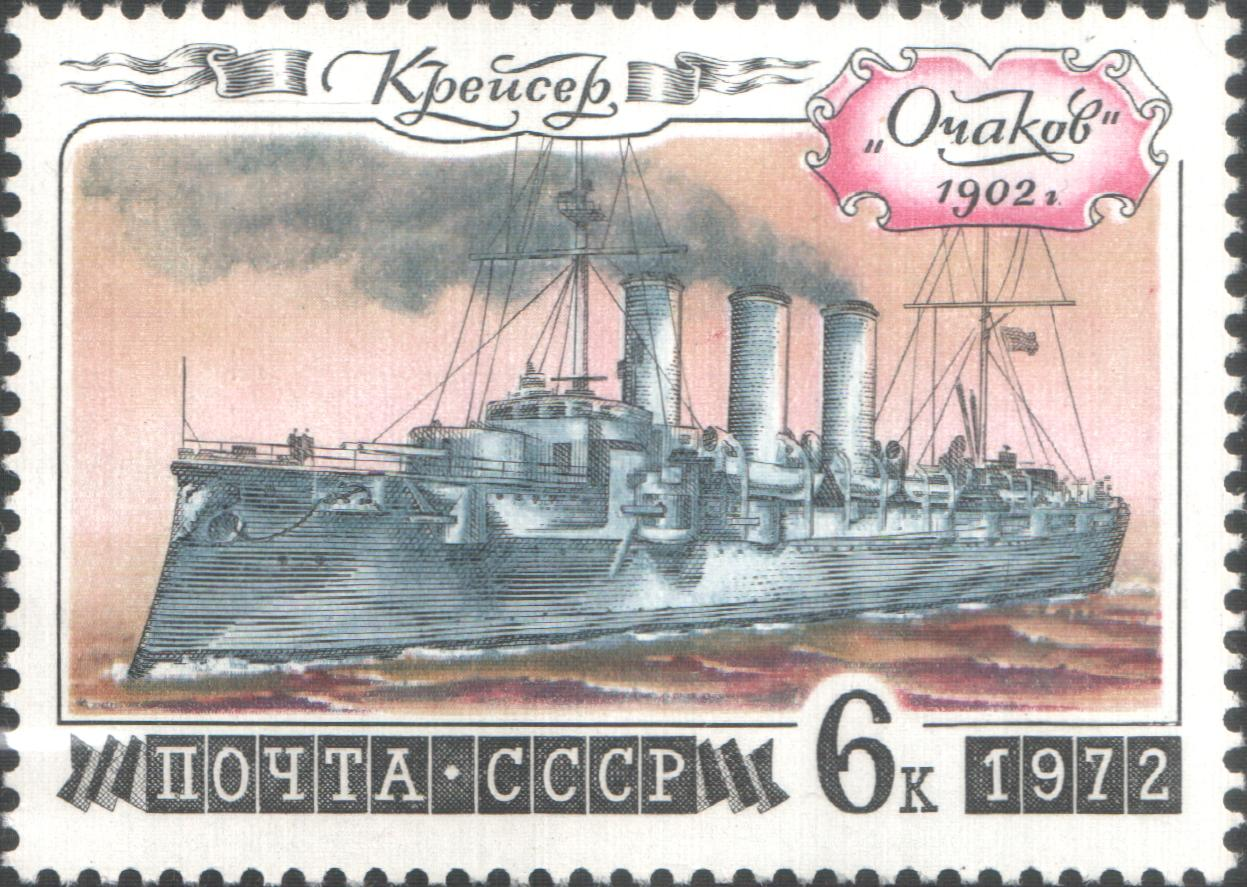
Крейсер «Очаков» на почтовой марке

1 июля 1900 года Янковский был назначен младшим судостроителем Николаевского порта и строителем бронепалубного крейсера «Очаков», который строился по проекту крейсера — дальнего разведчика, разработанного немецкой судостроительной фирмой «Вулкан». Крейсер был заложен 13 (26) августа 1901 года в Севастополе на Казённой верфи, построен и спущен на воду 1 (14) октября 1902 года. За отличную распорядительность и энергичную деятельность при постройке крейсера, из особого 15-тысячного фонда для поощрения корабельных инженеров, строитель Н. И. Янковский был поощрён денежной премией в 2500 рублей.
В 1906 году был произведён в старшие судостроители, в 1907 году — переаттестован в полковники Корпуса корабельных инженеров. С 1908 года исполнял должность помощника главного инспектора кораблестроения А. Н. Крылова.
В 1910 году был произведён в генерал-майоры, в чине с 18 апреля (1 мая) 1910 года и назначен старшим помощником главного инспектора кораблестроения, с 1911 года — помощник начальника кораблестроительного отделения Главного управления кораблестроения.
1 (14) января 1915 года назначен инспектором заводов Морского ведомства. 5 (18) октября 1916 года произведён в генерал-лейтенанты.
Умер 6 октября 1916 года, похоронен в Петербурге.
Был женат, имел двух детей.

## Награды
За время службы Николай Иванович Янковский был награждён орденами и медалями Российской империи:
- орден Святого Станислава 3 степени (1894);
- орден Святой Анны 3 степени (апрель 1898);
- орден Святой Анны 2 степени (1907);
- орден Святого Владимира 4 степени (1910);
- орден Святого Владимира 3 степени (1913);
- орден Святого Станислава 1 степени (22 марта 1915);
- орден Святой Анны 1 степени (30 июля 1916);
- серебряная медаль «В память царствования императора Александра III» (1896);
- светло-бронзовая медаль «В память 300-летия царствования дома Романовых» (1913);
- светло-бронзовая медаль «В память 200-летия морского сражения при Гангуте» (1915).